# Prix Nobel de littérature
Le prix Nobel de littérature (Nobelpriset i litteratur en suédois) est une récompense internationale accordée chaque année, depuis 1901, à un écrivain ayant rendu service à l'humanité par une œuvre littéraire qui, selon le testament du chimiste suédois Alfred Nobel, « a fait la preuve d'un puissant idéal ».
Récompense considérée comme la plus prestigieuse au monde, le prix Nobel de littérature met en lumière un auteur et ses travaux. Il lui assure une promotion à l'échelle planétaire, une renommée internationale et une certaine aisance financière.
Il n'est pas rare que le prix Nobel prenne une signification politique, ayant parfois valeur de désaveu face à des régimes autoritaires. En effet, plusieurs écrivains exilés, dissidents, contestataires, persécutés ou interdits de publication dans leur pays ont été récompensés, tels Miguel Ángel Asturias, Boris Pasternak, Pablo Neruda, Alexandre Soljenitsyne et Gao Xingjian,.
Le prix Nobel de littérature honore avant tout les romanciers, essayistes, poètes et dramaturges. Toutefois, la liste des lauréats inclut également trois philosophes : Rudolf Christoph Eucken et Henri Bergson mais aussi Jean-Paul Sartre, tout à la fois philosophe et écrivain, qui le refusa ; un mathématicien et vulgarisateur scientifique (Bertrand Russell) ; un historien (Theodor Mommsen) ; un homme d'État (Winston Churchill, distingué aussi pour ses discours politiques) ; une nouvelliste (Alice Munro), ; et un auteur-compositeur-interprète (Bob Dylan).

## Nominations et mode de fonctionnement

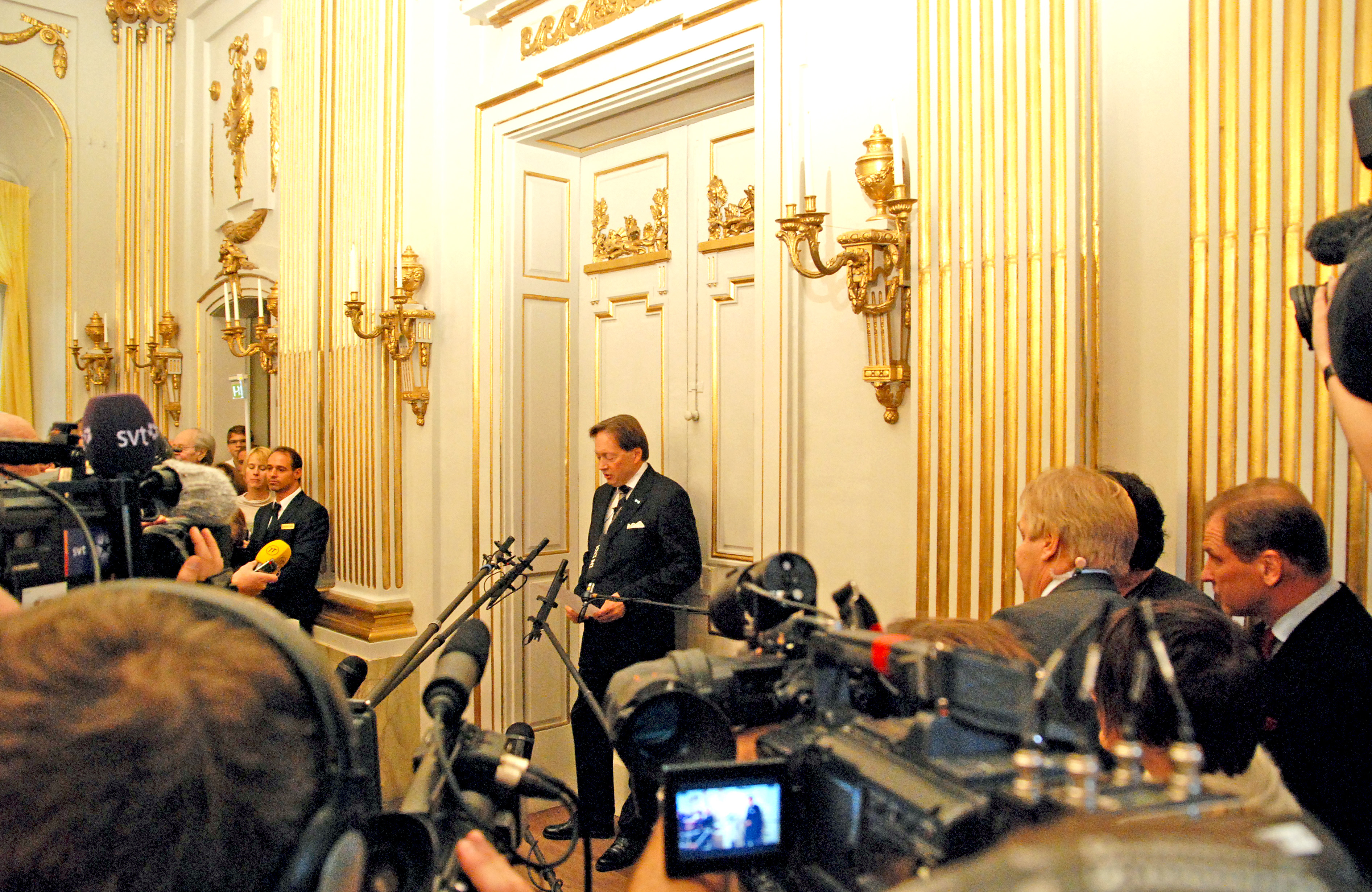
Annonce du prix Nobel de littérature à Stockholm en 2008.

Chaque fin d'année, le prix Nobel est attribué par l'Académie suédoise. Celle-ci constitue ses nominations avec l'aide d'autres membres d'académies et de sociétés littéraires nationales et étrangères, d'éminents professeurs d'université en littérature, langue et linguistique, d'anciens lauréats du prix ou encore des présidents d'associations d'écrivains, représentant la culture littéraire de leurs pays. L'Académie compose le Comité Nobel (rattaché à la fondation Nobel) avec cinq de ses membres, désignés par cooptation pour trois ans. Ces cinq académiciens vérifient la pertinence et le critère d'éligibilité des écrivains secrètement nommés pour la récompense.
Durant l'automne, un courrier du Comité est expédié à près de 700 adresses afin d'être retourné pour le choix de l'année suivante. Toutes les personnes ou institutions sollicitées proposent en conséquence une liste de plusieurs noms. Il leur est fortement conseillé de détailler, expliquer ou motiver leurs choix bien que le règlement de la fondation Nobel ne l'oblige pas. Il est en revanche formellement interdit aux personnalités démarchées de voter pour elles-mêmes si elles sont éligibles pour le prix. Près de 350 noms sont proposés annuellement aux membres du Comité qui les éliminent à partir du 1er février pour ne garder que quinze à vingt candidatures en avril.
Cette première sélection est soumise au préalable à tous les membres de l'Académie qui procèdent à des recommandations. Fin mai, le Comité Nobel fixe une liste finale de cinq noms, avalisée par l'ensemble des académiciens qui aura alors à désigner le récipiendaire du prix. Si l'un des auteurs proposés n'est pas publié dans une langue accessible à la majorité du jury, l'Académie peut réclamer une traduction spéciale. De même, si un écrivain nommé est méconnu du Comité mais semble légitime pour le prix, la fondation Nobel dépêche des experts qui éclairent l'Académie sur la portée de l'œuvre du candidat potentiel.
Après avoir étudié en détail, durant l'été, les ouvrages des auteurs en lice, les jurés organisent plusieurs discussions. Il arrive souvent que les travaux d'un écrivain, nommé à plusieurs reprises, soient déjà lus. Dans ce cas, l'Académie prend en compte les nouvelles publications de l'auteur sélectionné. En conclusion des débats, début octobre, le jury procède à un vote. La personne qui obtient plus de la moitié des voix est désignée comme lauréate du prix. Les quatre recalés sont réinscrits d'office pour les sélections de l'année suivante. Le jury peut aussi déroger à la règle à la suite d'une décision exceptionnelle comme dans le cas très rare d'attribution d'un prix double ou conjoint. Ce mode de fonctionnement est similaire pour toutes les autres catégories du prix Nobel.
L'identité du récipiendaire est révélée par le secrétaire perpétuel de l'Académie, courant octobre, lors d'une conférence de presse dans le bâtiment de Börshuset, situé dans la vieille ville de Stockholm. Le contenu des délibérations et la liste finale des cinq personnalités sont gardés secrets pendant 50 ans. Le nom du vainqueur fait en conséquence l'objet de spéculations au sein des milieux littéraires.
Même si le montant de la somme inhérente au prix a évolué au cours de son histoire, il est fixé aujourd'hui à 10 millions de couronnes suédoises, à savoir environ un million d'euros. Chaque personnalité récompensée se voit décerner, par le roi de Suède, la médaille d'or et le diplôme de la fondation Nobel au cours d'une cérémonie de remise des prix, le 10 décembre à Stockholm, date-anniversaire de la mort d'Alfred Nobel. Auparavant, le gagnant doit faire un discours devant les membres de l'Académie suédoise dans lequel il définit son œuvre et ses aspirations artistiques.
Depuis sa création, le prix est revenu à 17 femmes et cinq membres de l'Académie suédoise, élus de manière antérieure ou postérieure à la réception de leur récompense. La personnalité la plus âgée à avoir obtenu cette distinction est Doris Lessing (1919-2013), récompensée en 2007 à 87 ans, 11 mois et 19 jours. Le plus jeune lauréat est Rudyard Kipling (1865-1936), récompensé en 1907 à 41 ans.

## Histoire controversée
Nombre de critiques, spécialistes et cercles de lecteurs déplorent le fait que la qualité des apports poétique et esthétique d'une œuvre au domaine des Lettres n'est pas le seul critère impartial sur lequel s'axe l'Académie suédoise pour attribuer le prix Nobel. Son histoire est jalonnée de controverses et il entraîne régulièrement des contestations.

### Premières années

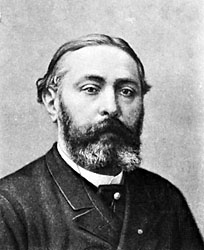
Le poète français Sully Prudhomme est le premier lauréat du prix Nobel de littérature.

Lors des premières années de l'attribution du prix Nobel, le critère d'« idéalisme », fixé par le testament d'Alfred Nobel est la principale cause de l'oubli d'écrivains et de dramaturges aussi importants que Léon Tolstoï, Anton Tchekhov, Émile Zola, August Strindberg, Jack London, Henry James, Thomas Hardy ou encore Henrik Ibsen dont les œuvres sont jugées trop pessimistes. Selon l'historien de la littérature François Comba, l'Académie suédoise, sous l'influence du secrétaire perpétuel Carl David af Wirsén, rapproche au départ la notion d'« idéalisme » de « patriotisme » et met à l'honneur toute la littérature nationaliste ou régionaliste européenne (Theodor Mommsen, Henryk Sienkiewicz, Frédéric Mistral…). Pendant la Première Guerre mondiale à laquelle la Suède ne participe pas, le comité revendique une ligne de neutralité, récompensant des auteurs de pays non-belligérants (comme le Danemark) ou des écrivains tels que Romain Rolland dont la vision universaliste et optimiste fait consensus.
Dans les années 1920, l'Académie change de ligne de conduite et prime des écrivains ouvertement sceptiques et critiques comme Carl Spitteler et Anatole France dont l'œuvre s'accommode mal avec l'idéal exigé par Alfred Nobel. Dans les années 1930, le jury s'ouvre au continent américain et récompense Sinclair Lewis. Aucun écrivain allemand ou autrichien susceptible de gêner Adolf Hitler n'est distingué à l'instar de Bertolt Brecht, Hermann Broch, Joseph Roth, Stefan Zweig ou encore Robert Musil. Pour cette raison, l'écrivain tchécoslovaque Karel Čapek, farouchement opposé au national-socialisme et nommé sept fois pour le prix entre 1932 et 1938, est également écarté. En 1931, la récompense est attribuée à l'ancien secrétaire perpétuel de l'Académie Erik Axel Karlfeldt, décédé en avril. Auparavant, l'auteur avait déjà été proposé par ses collègues mais il aurait refusé le prix en 1919. Il s'agit de la seule fois dans l'histoire des Nobel que la distinction est décernée intentionnellement de manière posthume. Bien que réfugié en France et déchu de sa nationalité soviétique, Ivan Bounine devient le premier écrivain de langue russe à être distingué en 1933 car le comité préfère écarter Maxime Gorki, jugé trop proche de Staline et se ranger à l'avis d'un neveu d'Alfred Nobel dont les faveurs allaient à Bounine. Au cours de la même décennie, la candidature de Sigmund Freud est étudiée et rejetée. Lors de la Seconde Guerre mondiale, le prix est suspendu de 1940 à 1943 à la demande du gouvernement suédois qui affiche une politique de neutralité dans le conflit.
Au milieu des années 1940, alors que le comité a laissé mourir des grands créateurs comme James Joyce, Virginia Woolf et surtout Paul Valéry, mort en 1945 alors qu'il était le favori pour remporter le prix cette année-là, il s'agit de faire du rattrapage et de mettre à l'honneur des écrivains dont le prestige littéraire est mondial : William Faulkner, Hermann Hesse ou encore André Gide. Lors de la Guerre froide, les académiciens donnent le prix à des pays méprisés lors des premières années comme le Guatemala, la Grèce et l'Islande, ce qui préfigure l'ouverture au tiers-monde et à la littérature cosmopolite, qui connaît son apogée avec la récompense décernée à Gabriel García Márquez en 1982.

### Choix des lauréats dans les années 1950
En 1953, le comité distingue Winston Churchill, unique ancien Chef du gouvernement à recevoir ce prix. Ce dernier lui est décerné « pour sa maîtrise de la description historique et biographique ainsi que pour ses discours brillants pour la défense des valeurs humaines ». Lors de l'annonce de sa victoire, Churchill est à la fois déçu car il souhaitait obtenir le prix Nobel de la paix et surpris, s'exclamant : « Tiens, je ne savais pas que j'écrivais si bien ». La candidature de Charles de Gaulle est sérieusement étudiée dix ans plus tard, car l'Académie apprécie la qualité littéraire de ses ouvrages.
En 1954, 27 écrivains sont pressentis, parmi lesquels l'Espagnol Ramón Menéndez Pidal, l'Américain Ernest Hemingway, et les Français André Malraux et Albert Camus dont les noms circulent depuis la fin des années 1940. Même si les jurés suédois ont une préférence pour Malraux, celui-ci n'a pas écrit de romans depuis longtemps, ce qui rend son choix impossible. Hemingway, quant à lui, vient d'écrire Le Vieil Homme et la Mer deux ans plus tôt. Le cynisme, la sécheresse et la brutalité de son écriture ne s'accordent pas avec l'idéal souhaité par le testament d'Alfred Nobel mais l'écrivain a une forme d'héroïsme qui séduit certains jurés. Il l'emporte.
En 1955, 46 noms figurent sur la première liste de pressentis, dont les Français Albert Camus, Henri Bosco, André Malraux, Jules Romains et Georges Duhamel. L'Islandais Halldór Laxness est choisi.
En 1956, parmi les 44 écrivains pressentis, il y a 12 Français : Georges Duhamel, Marcel Pagnol, Henry de Montherlant, Henri Bosco, Jean Guitton, Marthe Bibesco, Saint-John Perse, André Malraux, Gabriel Marcel, Albert Camus, Jean Schlumberger et Jules Supervielle. Mais l'Espagnol Ramón Menéndez Pidal obtient le plus de parrainages de personnalités et d'institutions. Pour Anders Österling, secrétaire perpétuel de l'Académie, le choix doit se faire entre lui et Juan Ramón Jiménez : « Il est évident que la zone espagnole a été sérieusement négligée depuis 1922, lorsque le dramaturge Jacinto Benavente a été récompensé. Le choix doit se faire entre lui et Jimenez ». Camus vient alors de publier La Chute, un récit qui, pour les membres du comité, peut être comparé à La Peste pour son impact. Cette nouvelle œuvre renforce indéniablement les mérites d'Albert Camus et ses chances d'obtenir le Nobel, mais le jury préfère attendre un examen approfondi et privilégie les lettres espagnoles, négligées depuis une trentaine d'années. Juan Ramon Jimenez est donc choisi.
En 1957, 49 noms sont cités sur les listes dont 12 nouveaux. Cette fois, le choix, unanime, du comité se porte sur Albert Camus. Quelques mois auparavant, le 14 avril, Anders Österling écrit une critique élogieuse de L'Exil et le Royaume dans le quotidien Stockholms Tidningen. Le 17 octobre 1957, Albert Camus est désigné « pour son importante œuvre littéraire qui met en lumière, avec un sérieux pénétrant, les problèmes qui se posent de nos jours à la conscience des hommes ».
En 1958, l'attribution du prix à Boris Pasternak déclenche la colère des autorités soviétiques. L'auteur est forcé de décliner la récompense pour s'épargner des sanctions.

### Le Nobel dans les années 1960 et 1970
Lorsqu'en 2012, la fondation Nobel rend publiques les archives des délibérations vieilles de cinquante ans comme le stipule le règlement, elle révèle que John Steinbeck fut récompensé par défaut,. Les quatre autres auteurs retenus dans la sélection finale de 1962 étaient la Danoise Karen Blixen, le Français Jean Anouilh, puis les Britanniques Lawrence Durrell et Robert Graves,. Il fut d'emblée décidé que Durell serait écarté. Son œuvre ne faisait pas l'unanimité au sein du jury qui avait déjà évincé sa candidature l'année précédente sur l'insistance d'un membre du comité trouvant que ses livres avaient un « arrière-goût douteux », en raison d'une « préoccupation monomaniaque pour les développements érotiques ». Blixen mourut un mois avant l'élection du gagnant et Anouilh fut évincé car sa victoire aurait été trop proche de celle de Saint-John Perse, le dernier lauréat français,. Graves, quant à lui, était connu comme poète bien qu'il ait publié quelques romans. Mais pour Anders Österling, secrétaire perpétuel d'alors, personne dans la poésie anglophone n'égalait le talent d'Ezra Pound, dont il fut décidé qu'il serait privé de la récompense à cause de ses positions politiques. Steinbeck obtint finalement le prix. L'annonce de son couronnement fut mal reçue par la presse suédoise et américaine pour qui il était un auteur du passé. En effet, l'écrivain américain n'avait rien publié de marquant depuis longtemps et ses grands romans (Les Raisins de la colère, Des souris et des hommes et À l'est d'Éden) étaient derrière lui. Quand il répondit à un journaliste lui demandant s'il méritait la distinction, Steinbeck, lui-même surpris par sa victoire, répondit : « Franchement, non ». Jamais par la suite, Anouilh, Graves et Durrell ne furent primés.
En 1964, Jean-Paul Sartre décline le prix Nobel qui, selon lui, est « beaucoup trop tourné vers l'Occident ».
En 1968, le prix est décerné à Yasunari Kawabata sur recommandation d'experts de la littérature japonaise car le jury souhaitait équilibrer son palmarès et s'ouvrir à l'Asie.
Le lauréat de l'année 1970 Alexandre Soljenitsyne, dissident soviétique, ne veut pas se rendre à Stockholm de peur de ne pas être autorisé à retourner en Union soviétique où il est assigné à résidence et où son œuvre, mise à l'index, circule clandestinement. Mais après le refus du gouvernement suédois d'honorer Soljenitsyne par une remise du prix avec lecture et discours publics lors d'une cérémonie organisée à l'ambassade de Moscou, l'écrivain est prêt à décliner la récompense et l'argent, rejetant les conditions suédoises qui, selon lui, sont « une insulte au prix Nobel lui-même ». Il ne peut percevoir sa distinction qu'après avoir été déchu de sa nationalité soviétique et exclu d'URSS en 1974.
En 1974, Graham Greene, Vladimir Nabokov et Saul Bellow, gardés dans la liste finale, sont donnés favoris. Mais le comité préfère attribuer un prix conjoint aux écrivains suédois Eyvind Johnson et Harry Martinson, tous deux membres de l'Académie et donc jurés du prix Nobel. Bellow est finalement honoré deux ans plus tard en 1976, mais ni Greene ni Nabokov ne seront récompensés.

### Un prix politique?
La non-attribution du prix est souvent polémique dans la mesure où elle peut avoir valeur de sanction politique, à l'instar de Louis-Ferdinand Céline et d'Ezra Pound, écartés respectivement pour leurs prises de position antisémite et pro-fasciste,. Maintes fois retenu sur les listes, Jorge Luis Borges n'aurait, de son côté, jamais été récompensé comme le suppose son biographe Edwin Williamson dans Jorge Luis Borges, une vie, en raison de ses relations conciliantes, voire troubles, avec les dictatures argentine et chilienne.
Josepha Laroche soutient justement la thèse selon laquelle les motivations de l'Académie suédoise dépassent l'évaluation de la qualité littéraire d'une œuvre ou de son apport novateur pour s'inscrire dans une dimension éminemment diplomatique : « Il n'y a pas d'équation entre la valeur littéraire et le Nobel. Un grand écrivain novateur ne mérite pas forcément le prix. Il s'agit d'incarner dans sa personne, mais aussi dans son œuvre, des valeurs de respect des droits des peuples. Le Nobel, y compris en littérature, a pour horizon la pacification des relations internationales ». François Comba nuance cette affirmation, expliquant que la valeur esthétique et littéraire reste primordiale dans l'attribution du prix même si le critère politique n'est pas évincé : « De manière générale, les prix Nobel font preuve de bonne volonté, et ne commettent pas tant d'erreurs que cela : sur 109 lauréats, on trouve une quarantaine de très grands noms. […] Il s'agit fondamentalement d'un prix de littérature, même s'il inclut des considérations géographiques et politiques. C'est ce qui explique son poids ».
Cependant, les oublis notables contrastent avec certains choix du comité comme le fait de récompenser Pablo Neruda et Jean-Paul Sartre, proches du communisme, Gabriel García Márquez, proche ami de Fidel Castro, ou encore Camilo José Cela, qui a toujours oscillé, à l'égard du franquisme, entre une certaine bienveillance et une attitude critique, ayant assuré un temps la fonction de censeur littéraire, entre 1943 et 1944, tout en étant lui-même censuré,,.
En août 2006, à la suite du chahut médiatique provoqué par la révélation de l'engagement volontaire au sein de la Waffen-SS en 1944 de Günter Grass (récompensé en 1999), la fondation Nobel intervient face aux sommations de la droite allemande et d'une partie de la presse qui demandent à l'écrivain de rendre sa récompense et la somme d'argent reçue. Le président du comité déclare que « l'attribution des prix est irréversible car aucun prix Nobel n'a été retiré à quiconque par le passé ». En avril 2012, après la publication du poème polémique « Ce qui doit être dit » dans lequel l'auteur accuse Israël de menacer la paix mondiale, Peter Englund, secrétaire perpétuel de l'Académie, exclut une nouvelle fois toute sanction vis-à-vis de Grass, rappelant que le prix lui a été attribué pour son mérite littéraire uniquement,.
Les choix du jury dans le courant des années 2000 ont été soupçonnés, par une partie de la presse, d'être motivés par l'actualité politique, notamment avec le couronnement d'Harold Pinter en 2005 qui concorde avec ses virulentes prises de position contre la guerre d'Irak ou celui d'Orhan Pamuk en 2006 après la reconnaissance publique par ce dernier du génocide arménien et du massacre des Kurdes par la Turquie,.
Le comité est en effet souvent taxé d'« élitisme » et d'« engagement gauchiste » par une partie de la presse car il met régulièrement à l'honneur des romanciers ou des poètes méconnus du grand public, pour la plupart engagés à gauche, mais le jury a toujours revendiqué son indépendance. Néanmoins, le choix de récompenser Mario Vargas Llosa en 2010 (auteur très engagé à droite et candidat du parti libéral lors de l'élection présidentielle du Pérou en 1990) est à considérer.
En 2012, le choix du Chinois Mo Yan entraîne de vives contestations au sein du monde des arts, des lettres et de la culture en raison de la proximité supposée de l'auteur avec les autorités de Pékin et son silence vis-à-vis de la répression des opposants politiques, du non-respect des droits de l'homme et de l'application de la censure en Chine. Parmi ses détracteurs se trouvent l'artiste Ai Weiwei, l'écrivain indo-britannique Salman Rushdie et la romancière germano-roumaine Herta Müller, lauréate du prix en 2009, qui considère ce Nobel comme une « honte », une « catastrophe » et « une claque pour tous ceux qui travaillent au respect de la démocratie et des droits de l'homme »,.

### Des attributions parfois contestées
Plusieurs spécialistes regrettent que la liste des lauréats comporte pléthore d'oublis majeurs.
L'Académie reconnaît avoir raté des monuments de la littérature universelle, en raison du décès prématuré de certains écrivains : Marcel Proust, Rainer Maria Rilke et Antonin Artaud (morts tous trois à 51 ans), Vladimir Maïakovski et Paul Celan (qui se sont respectivement donné la mort à 36 et 49 ans) ou encore Federico García Lorca (exécuté sommairement à 38 ans).
L'actuel membre du jury Kjell Espmark rappelle par ailleurs que l'essentiel de l'œuvre de Franz Kafka, Fernando Pessoa, Constantin Cavafy et Ossip Mandelstam a été publié après leur mort et qu'en conséquence les jurés n'ont jamais pu en évaluer la portée de leur vivant.
Sur son site, l'Académie reconnaît cependant quelques choix d'un goût discutable et l'indigence de certains résultats, notamment lors de la décennie 1930-1939 : « La période offre plusieurs lauréats légitimement jugés médiocres, et qui cachent autant de négligences : Virginia Woolf aurait dû être récompensée à la place de Pearl Buck, etc. »,,.
Les médias notent, de plus, que beaucoup de poètes ont été récompensés, dans un esprit fidèle à celui d'Alfred Nobel, grand amateur de poésie. À l'inverse les écrivains qui privilégient une multitude de petits ouvrages aux grandes sommes semblent défavorisés. Selon le professeur en littérature comparée de Harvard, David Damrosh, Italo Calvino n'a jamais été nobelisé pour cette raison. Toutefois, le prix décerné en 2013 à Alice Munro, qui écrit surtout des nouvelles, semble marquer un changement.
En 1989, la romancière Kerstin Ekman « démissionne » de l'Académie suédoise pour cause de non-condamnation, de la part de ses collègues, de la fatwa islamique contre Salman Rushdie, écarté du palmarès,. Elle a toujours sa place à l'Académie, mais refuse depuis l'affaire Rushdie de participer aux réunions.
L'année de l'attribution surprise du prix à l'homme de théâtre Dario Fo, en 1997, Salman Rushdie et Arthur Miller en lice, faisaient figure de favoris. Mais le jury aurait considéré leur éventuelle victoire comme « beaucoup trop prévisible », émanant d'un choix « trop populaire ».
Le choix d'Elfriede Jelinek en 2004 n'a pas seulement divisé la presse, il a également été l'objet de violents débats au sein de l'Académie. Sur l'exemple d'Ekman, le professeur en littérature scandinave Knut Ahnlund quitte sa fonction d'académicien en 2005, jugeant l'honneur fait à l'écrivain autrichien être un « choc d'une extrême gravité, ayant causé des dommages irréparables à la littérature de manière générale et à la réputation du prix en particulier ». Il n'a plus participé à aucun débat de l'Académie jusqu'à son décès en 2012.
Les propos de l'ancien secrétaire perpétuel de l'Académie suédoise Horace Engdahl, qui justifiait devant l'Associated Press en octobre 2008 la précellence accordée par les jurés aux auteurs européens, ont déclenché un tollé au sein des milieux littéraires outre-Atlantique :

« Il existe bien sûr des auteurs forts dans toutes les grandes cultures, mais on ne peut pas nier le fait que l'Europe est toujours le centre du monde littéraire … pas les États-Unis […] Les États-Unis sont trop isolés, ils ne traduisent pas assez et ne participent pas au dialogue des littératures. »

L'année suivante, le nouveau secrétaire perpétuel Peter Englund enraye la polémique en expliquant qu'« il est forcément plus facile pour les Européens d'être en phase avec la littérature européenne ».

### Critiques récentes
La critique la plus insistante concerne la perspective euro-centrée ou occidentalo-centrée du jury et le fait que certaines zones géographiques soient totalement délaissées, faute de rayonnement ou de traductions suffisantes à l'instar de la littérature persane. Les lettres arabes trouveraient, quant à elles, peu d'échos car elles sont souvent contextualisées, référencées et ont un contenu assez social, ce qui suppose qu'elles correspondent mal à l'exigence universaliste du Nobel.
Au vu du nombre de lauréats (81 sur 113), l'Europe est sans conteste le continent le plus récompensé par l'Académie. Plusieurs journaux suédois ironisent d'ailleurs sur le fait que la Suède détient plus de prix Nobel que l'Asie (huit prix suédois contre quatre à peine pour le continent asiatique : deux japonais, un indien et un chinois). L'Afrique a attendu très longtemps son premier lauréat, le Nigérian d'expression anglaise Wole Soyinka en 1986. L'ont suivi l'Égyptien arabophone Naguib Mahfouz en 1988, puis les Sud-Africains anglophones Nadine Gordimer et J. M. Coetzee, récompensés respectivement en 1991 et 2003, et le Tanzanien anglophone Abdulrazak Gurnah en 2021.
De même, certains favoris de la presse sont systématiquement évincés, à l'instar de Philip Roth, Amos Oz, Ismaïl Kadaré, Milan Kundera, Adonis, Ko Un, Haruki Murakami et Claudio Magris,.

### Nouvelle Académie et Nobel dit «alternatif» (2018)
Dans le sillage du mouvement féministe suscité par le hashtag #MeToo, 18 femmes portent publiquement de graves accusations contre Jean-Claude Arnault, époux de l'académicienne Katarina Frostenson dont le prestige, jusque-là, protégeait la réputation du photographe. L'académie, face au scandale médiatique déclenché par ces témoignages accablants, décide de reporter le Nobel de littérature à l'année suivante. Refusant d'avoir à subir le comportement d'un homme, des personnalités suédoises, dont Alexandra Pascalidou, autrice de Me too : Så går vi vidare Röster, redskap och råd (Lava Förlag, 2017), fonde une Nouvelle Académie chargée de décerner un prix littéraire de portée internationale en soulignant, précisément, le rôle crucial de la littérature à l'heure de #MeToo dans un monde qui se polarise. D'après elle, en tant que citoyenne d'un pays démocratique telle que la Suède, il était inadmissible de ne pas décerner de prix,.
La récipiendaire de ce prix Nobel qualifié d'« alternatif » par la presse est Maryse Condé.
Le 16 octobre 2018, quatre jours après l'annonce de la lauréate du prix, dans l'annexe de l'université Columbia à Paris lors d'une rencontre avec les écrivains africains-américains Ta-Nehisi Coates et Jake Lamar, l'universitaire Maboula Soumahoro prononce un discours dans lequel elle interroge le sens de ce label « alternatif » pour une femme noire écrivaine originaire de la Guadeloupe,.

## Liste des lauréats
En tout, 115 prix Nobel de littérature ont été attribués à 119 lauréats. Le prix n'a pas été décerné sept années (1914, 1918, 1935, 1940-1943) mais a été décerné à deux lauréats en 1904, 1917, 1966 et 1974.
| - 1901 : Sully Prudhomme France - 1902 : Theodor Mommsen Empire allemand - 1903 : Bjørnstjerne Bjørnson Norvège - 1904 : Frédéric Mistral France, écrit en provençal et José de Echegaray Royaume d'Espagne - 1905 : Henryk Sienkiewicz Royaume de Pologne (alors sous administration russe) - 1906 : Giosuè Carducci Italie - 1907 : Rudyard Kipling Royaume-Uni - 1908 : Rudolf Christoph Eucken Empire allemand - 1909 : Selma Lagerlöf Suède                                                               | - 1910 : Paul Heyse Empire allemand - 1911 : Maurice Maeterlinck Belgique, écrit en français - 1912 : Gerhart Hauptmann Empire allemand - 1913 : Rabindranath Tagore Raj britannique, écrit en bengalî - 1914 : (non décerné) - 1915 : Romain Rolland France - 1916 : Verner von Heidenstam Suède - 1917 : Karl Adolph Gjellerup Danemark et Henrik Pontoppidan Danemark - 1918 : (non décerné) - 1919 : Carl Spitteler Suisse, écrit en allemand |
| - 1920 : Knut Pedersen Hamsun Norvège - 1921 : Anatole France France - 1922 : Jacinto Benavente Royaume d'Espagne - 1923 : William Butler Yeats Irlande, écrit en anglais - 1924 : Władysław Stanisław Reymont Pologne - 1925 : George Bernard Shaw Irlande, écrit en anglais - 1926 : Grazia Deledda Italie - 1927 : Henri Bergson France - 1928 : Sigrid Undset Norvège - 1929 : Thomas Mann Allemagne | - 1930 : Sinclair Lewis États-Unis - 1931 : Erik Axel Karlfeldt Suède (prix posthume) - 1932 : John Galsworthy Royaume-Uni - 1933 : Ivan Bounine, Russe blanc exilé en France - 1934 : Luigi Pirandello Italie - 1935 : (non décerné) - 1936 : Eugene O'Neill États-Unis - 1937 : Roger Martin du Gard France - 1938 : Pearl Buck États-Unis - 1939 : Frans Emil Sillanpää Finlande                                                               |
| - 1940-1943 : (non décerné) - 1944 : Johannes V. Jensen Danemark - 1945 : Gabriela Mistral Chili - 1946 : Hermann Hesse Allemand naturalisé Suisse, écrit en allemand - 1947 : André Gide France - 1948 : T. S. Eliot Royaume-Uni - 1949 : William Faulkner États-Unis | - 1950 : Bertrand Arthur William, comte Russell Royaume-Uni - 1951 : Pär Lagerkvist Suède - 1952 : François Mauriac France - 1953 : Winston Leonard Spencer Churchill Royaume-Uni - 1954 : Ernest Hemingway États-Unis - 1955 : Halldór Laxness Islande - 1956 : Juan Ramón Jiménez Espagne - 1957 : Albert Camus France - 1958 : Boris Pasternak Union soviétique (contraint de refuser le prix) - 1959 : Salvatore Quasimodo Italie             |
| - 1960 : Saint-John Perse France - 1961 : Ivo Andrić Yougoslavie, écrit en serbo-croate - 1962 : John Steinbeck États-Unis - 1963 : Georges Séféris Grèce - 1964 : Jean-Paul Sartre France (décline le prix) - 1965 : Mikhaïl Cholokhov Union soviétique - 1966 : Samuel Joseph Agnon Israël, écrit en hébreu Nelly Sachs Suède, écrit en allemand - 1967 : Miguel Ángel Asturias Guatemala - 1968 : Yasunari Kawabata Japon - 1969 : Samuel Beckett Irlande, écrit en anglais et en français                  | - 1970 : Alexandre Soljenitsyne Union soviétique - 1971 : Pablo Neruda Chili - 1972 : Heinrich Böll Allemagne de l'Ouest - 1973 : Patrick White Australie - 1974 : Eyvind Johnson et Harry Martinson Suède - 1975 : Eugenio Montale Italie - 1976 : Saul Bellow États-Unis, et Canada - 1977 : Vicente Aleixandre Espagne - 1978 : Isaac Bashevis Singer États-Unis, écrit en yiddish - 1979 : Odysséas Elýtis Grèce                              |
| - 1980 : Czesław Miłosz Pologne/ États-Unis, écrit en polonais et en anglais - 1981 : Elias Canetti Royaume-Uni/ Bulgarie, écrit en allemand - 1982 : Gabriel García Márquez Colombie - 1983 : William Golding Royaume-Uni - 1984 : Jaroslav Seifert Tchécoslovaquie - 1985 : Claude Simon France - 1986 : Wole Soyinka Nigeria, écrit en anglais - 1987 : Joseph Brodsky États-Unis, écrit en russe et en anglais - 1988 : Naguib Mahfouz Égypte, écrit en arabe littéraire - 1989 : Camilo José Cela Espagne | - 1990 : Octavio Paz Mexique - 1991 : Nadine Gordimer Afrique du Sud, écrit en anglais - 1992 : Derek Walcott Sainte-Lucie, écrit en anglais et en créole - 1993 : Toni Morrison États-Unis - 1994 : Kenzaburō Ōe Japon - 1995 : Seamus Heaney Irlande - 1996 : Wisława Szymborska Pologne - 1997 : Dario Fo Italie - 1998 : José Saramago Portugal - 1999 : Günter Grass Allemagne                                                               |
| - 2000 : Gao Xingjian France, écrit en mandarin et en français - 2001 : V. S. Naipaul Royaume-Uni, écrit en anglais - 2002 : Imre Kertész Hongrie - 2003 : J. M. Coetzee Afrique du Sud, écrit en anglais - 2004 : Elfriede Jelinek Autriche - 2005 : Harold Pinter Royaume-Uni - 2006 : Orhan Pamuk Turquie - 2007 : Doris Lessing Royaume-Uni - 2008 : J. M. G. Le Clézio France/ Maurice - 2009 : Herta Müller Allemagne, Roumanie écrit en allemand                                                        | - 2010 : Mario Vargas Llosa Pérou/ Espagne - 2011 : Tomas Tranströmer Suède - 2012 : Mo Yan Chine - 2013 : Alice Munro, Canada, écrit en anglais - 2014 : Patrick Modiano France - 2015 : Svetlana Alexievitch Biélorussie, écrit en russe - 2016 : Bob Dylan États-Unis - 2017 : Kazuo Ishiguro Royaume-Uni, écrit en anglais - 2018 : Olga Tokarczuk Pologne (prix attribué en 2019) - 2019 : Peter Handke Autriche                             |
| - 2020 : Louise Glück États-Unis - 2021 : Abdulrazak Gurnah Tanzanie, écrit en anglais - 2022 : Annie Ernaux France - 2023 : Jon Fosse Norvège - 2024 : Han Kang Corée du Sud | |

## Statistiques

### Récompenses par nationalité
En 2024, les 125 prix se répartissent par nationalité ainsi,, :
| Nationalité      | Lauréats | %      |
| ---------------- | -------- | ------ |
| France           | 16       | 12,8 % |
| États-Unis       | 13       | 10,4 % |
| Royaume-Uni      | 11       | 8,8 %  |
| Allemagne        | 8        | 6,4 %  |
| Suède            | 8        | 6,4 %  |
| Espagne          | 6        | 4,8 %  |
| Italie           | 6        | 4,8 %  |
| Pologne          | 5        | 4 %    |
| Irlande          | 4        | 3,2 %  |
| Norvège          | 4        | 3,2 %  |
| Union soviétique | 4        | 3,2 %  |
| Danemark         | 3        | 2,4 %  |
| Japon            | 2        | 1,6 %  |
| Suisse           | 2        | 1,6 %  |
| Chili            | 2        | 1,6 %  |
| Grèce            | 2        | 1,6 %  |
| Afrique du Sud   | 2        | 1,6 %  |
| Autriche         | 2        | 1,6 %  |
| Empire russe     | 1        | 0,8 %  |
| Inde             | 1        | 0,8 %  |
| Belgique         | 1        | 0,8 %  |
| Finlande         | 1        | 0,8 %  |
| Islande          | 1        | 0,8 %  |
| Yougoslavie      | 1        | 0,8 %  |
| Israël           | 1        | 0,8 %  |
| Guatemala        | 1        | 0,8 %  |
| Australie        | 1        | 0,8 %  |
| Colombie         | 1        | 0,8 %  |
| Tchécoslovaquie  | 1        | 0,8 %  |
| Nigeria          | 1        | 0,8 %  |
| Égypte           | 1        | 0,8 %  |
| Mexique          | 1        | 0,8 %  |
| Portugal         | 1        | 0,8 %  |
| Hongrie          | 1        | 0,8 %  |
| Turquie          | 1        | 0,8 %  |
| Sainte-Lucie     | 1        | 0,8 %  |
| Pérou            | 1        | 0,8 %  |
| Chine            | 1        | 0,8 %  |
| Canada           | 1        | 0,8 %  |
| Biélorussie      | 1        | 0,8 %  |
| Tanzanie         | 1        | 0,8 %  |
| Roumanie         | 1        | 0,8 %  |
| Corée du Sud     | 1        | 0,8 %  |

- France: 16 (12,8 %)
- États-Unis: 13 (10,4 %)
- Royaume-Uni: 11 (8,8 %)
- Allemagne: 8 (6,4 %)
- Suède: 8 (6,4 %)
- Espagne: 6 (4,8 %)
- Italie: 6 (4,8 %)
- Pologne: 5 (4 %)
- Irlande: 4 (3,2 %)
- Norvège: 4 (3,2 %)
- URSS: 4 (3,2 %)
- Danemark: 3 (2,4 %)
- Afrique du Sud: 2 (1,6 %)
- Chili: 2 (1,6 %)
- Grèce: 2 (1,6 %)
- Suisse: 2 (1,6 %)
- Japon: 2 (1,6 %)
- Autriche: 2 (1,6 %)
- autres: 25 (20 %)

### Récompenses par langue
En 2024, les prix par langue d'écriture se répartissent ainsi :
| Langue           | Lauréats | %       |
| ---------------- | -------- | ------- |
| Anglais          | 32       | 27,6 %  |
| Français         | 15       | 12,9 %  |
| Allemand         | 14       | 12,1 %  |
| Espagnol         | 11       | 9,48 %  |
| Suédois          | 7        | 6,03 %  |
| Italien          | 6        | 5,17 %  |
| Russe            | 6        | 5,17 %  |
| Polonais         | 6        | 5,17 %  |
| Norvégien        | 4        | 3,45 %  |
| Danois           | 3        | 2,59 %  |
| Grec             | 2        | 1,72 %  |
| Japonais         | 2        | 1,72 %  |
| Chinois mandarin | 2        | 1,72 %  |
| Arabe            | 1        | 0,862 % |
| Bengali          | 1        | 0,862 % |
| Finnois          | 1        | 0,862 % |
| Hébreu           | 1        | 0,862 % |
| Hongrois         | 1        | 0,862 % |
| Islandais        | 1        | 0,862 % |
| Provençal        | 1        | 0,862 % |
| Portugais        | 1        | 0,862 % |
| Serbo-croate     | 1        | 0,862 % |
| Tchèque          | 1        | 0,862 % |
| Turc             | 1        | 0,862 % |
| Yiddish          | 1        | 0,862 % |
| Hangeul          | 1        | 0,862 % |

- anglais: 29 (25,2 %)
- français: 14 (12,2 %)
- allemand: 13 (11,3 %)
- espagnol: 11 (9,6 %)
- suédois: 7 (6,1 %)
- italien: 6 (5,2 %)
- russe: 6 (5,2 %)
- polonais: 4 (3,5 %)
- norvégien: 3 (2,6 %)
- danois: 3 (2,6 %)
- autres: 19 (16,5 %)

### Répartition par domaines linguistiques
En 2024, sur 121 écrivains récompensés par le Prix Nobel, seulement neuf (soit 7,4 %) utilisent des langues appartenant aux domaines linguistiques d'Asie et du Moyen-Orient.
Les autres (112 écrivains, soit 92,5 %) utilisent des langues du domaine linguistique européen. Ils se répartissent de la manière suivante :
- anglophones : 30 (26,8 %)
- francophones : 16 (14,3 %)
- scandinaves (suédois, norvégien, etc.) : 17 (15,2 %)
- germanophones : 14 (12,5 %)
- slavophones (russe, polonais, etc.) : 13 (11,6 %)
- hispanophones : 11 (9,8 %)
- italophones : 6 (5,3 %)
- autres langues : 5 (4,4 %)

Les écrivains de langue anglaise (toutes origines confondues) représentent à eux seuls plus du quart des lauréats.

### Liste des lauréates
De 1901 à 2024, 18 des 121 prix ont été attribués à des écrivaines.
1. 1909 : Selma Lagerlöf
2. 1926 : Grazia Deledda
3. 1928 : Sigrid Undset
4. 1938 : Pearl Buck
5. 1945 : Gabriela Mistral
6. 1966 : Nelly Sachs
7. 1991 : Nadine Gordimer
8. 1993 : Toni Morrison
9. 1996 : Wisława Szymborska
10. 2004 : Elfriede Jelinek
11. 2007 : Doris Lessing
12. 2009 : Herta Müller
13. 2013 : Alice Munro
14. 2015 : Svetlana Alexievitch
15. 2018 : Olga Tokarczuk
16. 2020 : Louise Glück
17. 2022 : Annie Ernaux
18. 2024 : Han Kang